# Latimeria chalumnae
El celacanto de Comoras o comorense (Latimeria chalumnae) es una especie de sarcopterigio celacantomorfo latimérido que vive al oeste del Océano Índico, en las costas de Comoras y de Sudáfrica. A principios del siglo XX se creía que los celacantomorfos estaban extintos desde el Mesozoico, hasta que se capturó el primer ejemplar de esta especie en 1938.

## Etimología
El nombre de género Latimeria es en honor a la naturalista sudafricana Marjorie Courtenay-Latimer quien encontró en 1938 al animal en Sudáfrica. El epíteto específico chalumnae hace referencia al río donde se encontró, el Río Chalumna, un río de la provincia sudafricana de Cabo Oriental.

## Descripción

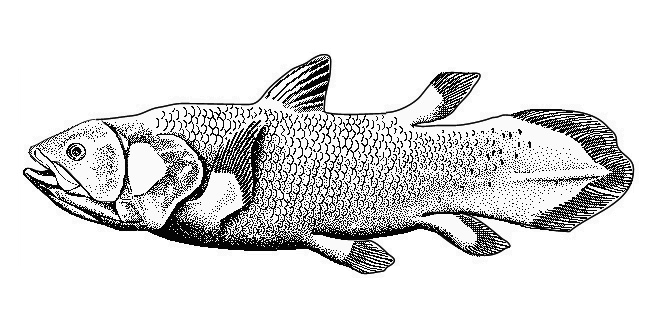
Latimeria chalumnae

El celacanto de Comoras mide entre 1,5 y 1,8 metros y llega a pesar entre 65 y 98 kilogramos. Presenta una coloración negra, un poco azulada, con manchas blancas y ligeramente rosas. Tiene una complexión de depredador al acecho, ya que no está adaptado a la velocidad. A pesar de ser un pez sarcopterigio, con una base muscular de las aletas, no se arrastra por el fondo marino, sino que nada lentamente. Su cola es trilobulada, una característica insólita. Sus escamas son duras, grandes y gruesas. Posee una segunda aleta dorsal cercana a la cola. Su cabeza es grande, con una boca ancha y ojos grandes y negros. El cráneo posee bisagras. La vejiga natatoria no es funcional y está llena de grasa. Es un pez que pare a sus crías, tras un largo período de gestación, aunque su reproducción sigue siendo un misterio. Las hembras son más grandes que los machos (dimorfismo sexual).

## Biología y comportamiento
Este celacanto habita en cuevas rocosas y fondos volcánicos, entre 70 y 700 metros de profundidad. Es un pez carnívoro, que caza acechando a sus presas. Aunque las hembras paren a sus crías, en realidad incuban los huevos en el interior de su cuerpo, es decir, que es ovovivíparo. Son unos huevos grandes, los mayores de entre todos los peces, con 9 centímetros de diámetro. El período de gestación es desconocido, aunque seguramente dura más de un año. Las hembras son capaces de vivir hasta 48 años.

## Historia
Debido a que no se habían encontrado fósiles de celacantos en todo el Cenozoico (aunque sí en el Mesozoico), se creía a principios del siglo XX que estos peces estaban extinguidos. Sin embargo, en invierno de 1938 se comunicó a Marjorie Courtenay-Latimer, directora del Museo de East London (Sudáfrica), que se había capturado un extraño pez azul nunca antes visto. Tras observarlo, el espécimen se llevó al museo, donde se sumergió en formalina, aunque el pez no se conservó bien. James Leonard Brierley Smith, ictiólogo de la universidad Rhodes, en Grahamstown, consiguió llegar al museo, tras varios meses, e identificó al pez como un celacanto y le dio su nombre científico.
Tras 14 años de exhaustiva búsqueda, en invierno de 1952, se encontró el segundo espécimen de celacanto en las islas Comoras. Si por una parte el hallazgo conmocionó a la comunidad científica, por otra los habitantes del archipiélago ya estaban familiarizados con la existencia de esta especie. Varias capturas más se hicieron en aguas de Comoras a lo largo del siglo XX.
En octubre del año 2000 se encontró en Sudáfrica una nueva población de esta especie. Estos hallazgos sugieren que el celacanto pudiera estar más extendido en el Índico de lo que se pensaba.